# Louise Maselis
Louise Maselis (* 28. března 1993, Winksele, Belgie) je belgická topmodelka a vítězka Elite Model Look 2008.

## Kariéra
V 15 letech se stala vítězkou světovém finále soutěže Elite Model Look, které se konalo 1. listopadu 2008 v Číně.